# 취리히 교통조합

취리히 교통조합 로고

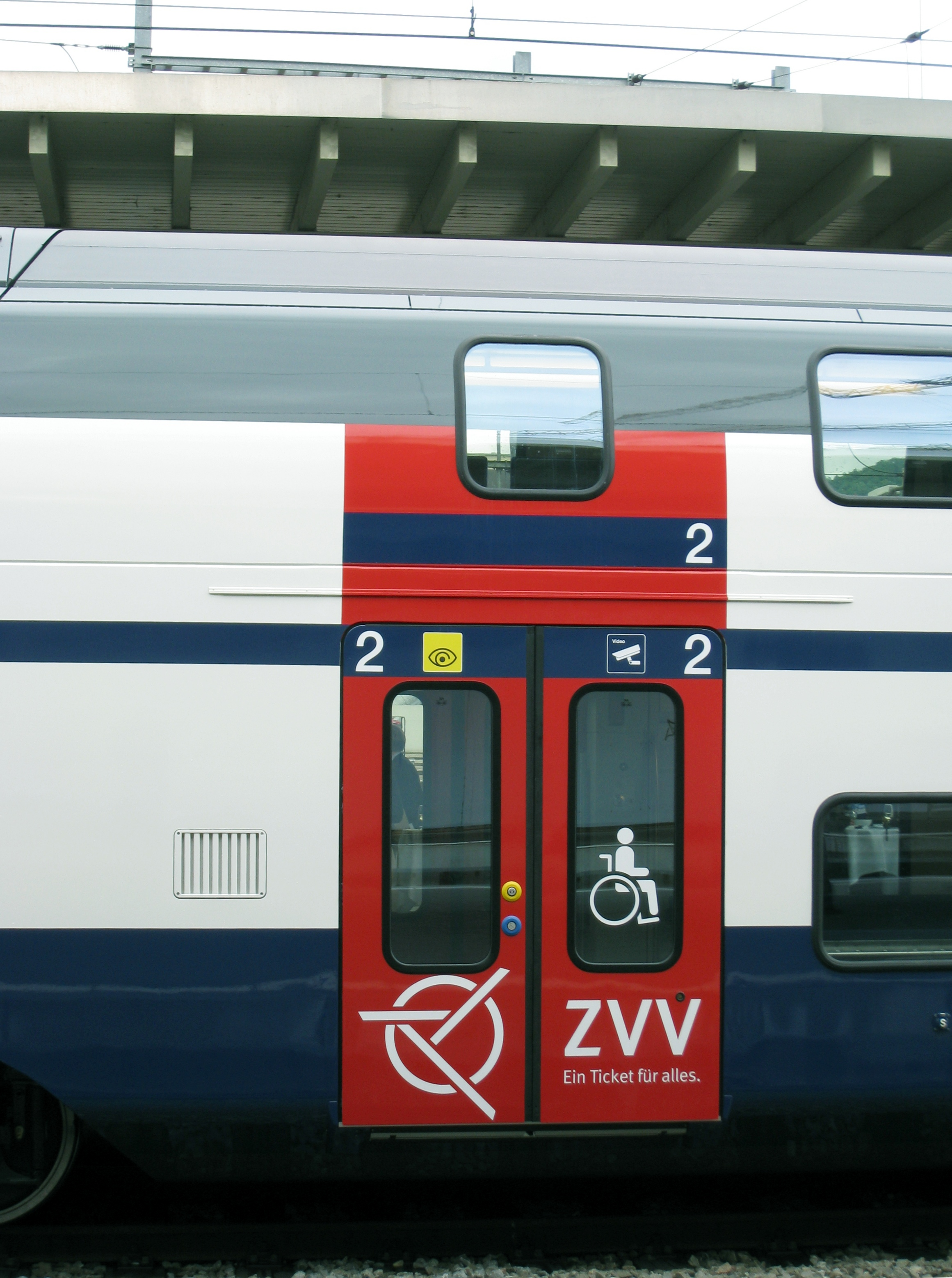
스위스 연방 철도의 ZVV 출입문

취리히 교통조합(독일어: Zürcher Verkehrsverbund, ZVV)은 스위스 취리히주와 인접 지자체를 아우르는 교통조합이다. 2020년 기준 4억 6600만 명의 승객을 수송했다. 매일 약 33만 1000명이 대중교통을 이용하여 취리히 시계를 넘나든다.

## 역사
이 시스템은 1990년 5월에 현지 열차망이 조정된 통합 운임 체계로 설립되었다. 현지 열차 노선은 문자 S(S-반)로 고정되었다. S-라인 1에서 43(일부 노선이 누락)까지이며, 현재는 S-반 네트워크의 일부가 되었다. 모든 S-반 열차에 대한 결제 증명 요금 시스템이 시행되고 있다. 요금 게이트는 사용되지 않지만, 무작위 검사 중에 유효한 티켓없이 잡힌 사람들은 최소 CHF 100의 벌금을 부과받는다.

## 지역
ZVV 시스템은 통합된 티켓망을 사용한다. 영역번호는 110-184이다. 숫자 180-184는 주 경계 밖의 구역을 지정한다. 승객은 특정 구역의 기본 티켓을 구매한다. 보완책으로 업그레이드와 티켓 연장이 가능하다.
ICN, 인터시티(IC), 인터레기오(IR), 레기오익스프레스(RE), 레기오날(R) 노선, 심지어 국제 철도와 같은 모든 사업자가 고속 열차와 지역 열차로 운행하는 것은 운임망의 경계 내에서 정차하기만 한다면 하나의 요금망에 적용된다.
지역 체계 접근 방식은 스위스의 다른 많은 요금망에 의해 채택되었다, 베른과 졸로투른주에서는 리베로(요금망), 그리고 투르가우, 장크트갈렌, 글라루스, 모두 아펜첼 (AI와 AR), 그리고 퓌르스텐툼 리히텐슈타인에서는 OSTWIND(요금망)가 적용된다.
ZVV의 경계를 넘어 여행을 하는 경우, 인근 주 요금망의 일부 영역은 확장된 요금망 Z-패스 내에서 결합된다:
- 아르가우: 코리도어 A-벨레-ZVV (Corridor A-Welle–ZVV)
- 투르가우/장크트갈렌/글라루스: 코리도어 OSTWIND-ZVV
- 슈비츠/추크: 코리도어 슈비츠-주그-ZVV

## 운행사
ZVV를 구성하는 운행사는 다음과 같다:
- 아르가우 교통
- 버스베티아베 바머트
- 돌더반
- 포어히반
- 루프트자일반 아들리스빌 펠제네크
- 폴리반
- 포스트버스 스위스 취리히 지역

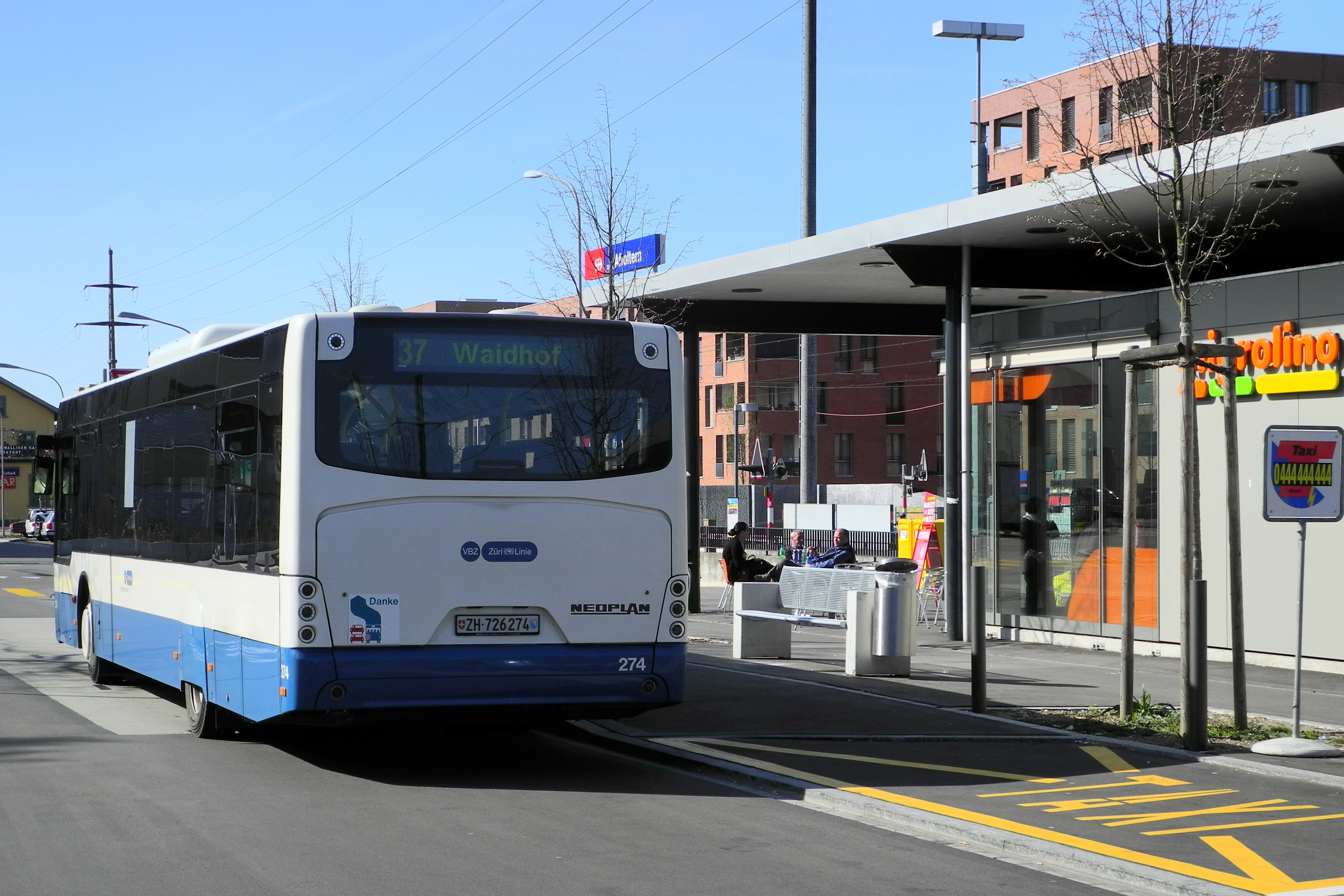
아폴터른 역 앞의 버스

- 쉬프파르트-제노센샤프트 그리프엔제 (SGG)
- 슈나이더 버스 회사
- 질탈 취리히 위틀리베르크 철도
- 시내버스 빈터투어
- 남동부 철도 (SOB)
- 스위스 연방 철도 (SBB)
- THURBO
- 대중교통회사 글라탈 (VBG)
- 취리히 교통공사 (VBZ)
- 취리히제와 오버란트 통운(VZO)
- 취리히호 해운 (ZSG)

## 지도자
ZZV의 현재 감독은 2021년 1월 1일 임명된 도미니크 브뤼빌러이다, 도미닉 브뤼빌러는 13년 동안 교통 계획 부서의 책임자이자 부국장이었다. 60명이 넘는 사람들이 이사직을 신청했고, 스위스 교통부는 그의 과거 봉사 경험 때문에 그를 선택했다.

## 같이 보기
- 취리히 노면전차
- 취리히 트롤리버스
- 취리히 S반